# Polígono coplanar

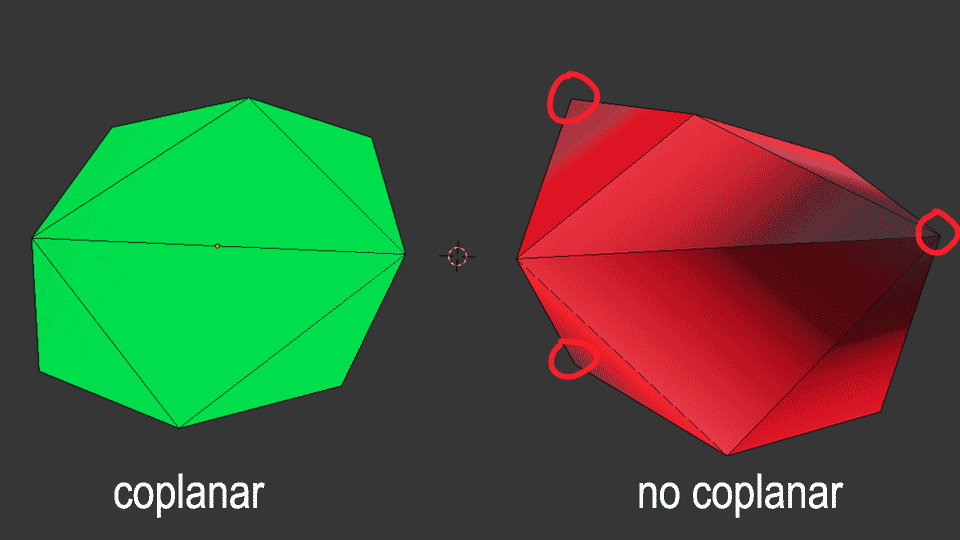
Ejemplo de polígono coplanar (izquierda) y polígono no coplanar (derecha)

En el ámbito de la geometría relacionada con el modelado 3D, se habla de polígono coplanar para referirse a aquellos polígonos que cumplen el principio de coplanaridad a través de los triángulos que los forman. Se entiende por tanto, que un polígono es coplanar cuando dichos triángulos se encuentran alineados en la misma posición en uno de sus ejes tridimensionales dando como resultado una superficie completamente plana. Por otro lado, se habla de polígonos no coplanares al referirse a aquellos polígonos que no cumplen el principio de coplanaridad, dando como resultado una superficie irregular.